# Camillo Ruini
Pour les articles homonymes, voir Ruini.
Camillo Ruini, né le 19 février 1931 à Sassuolo, dans la province de Modène en Émilie-Romagne (Italie), est cardinal italien de l'Église catholique romaine, cardinal-vicaire émérite de Rome.

## Biographie

### Formation
Il étudie à l'université pontificale grégorienne de Rome et obtient une licence en philosophie et en théologie sacrée.
Il est ordonné prêtre le 8 décembre 1954 par Luigi Traglia.

### Prêtre
En 1957, il revient enseigner la philosophie dans le séminaire de son diocèse et assume des missions de chapelain universitaire et d'aumônier de l'Action catholique.
De 1968 à 1986, il enseigne la théologie dogmatique dans le centre théologique interdiocésain, qu'il dirige de 1968 à 1977.

### Évêque

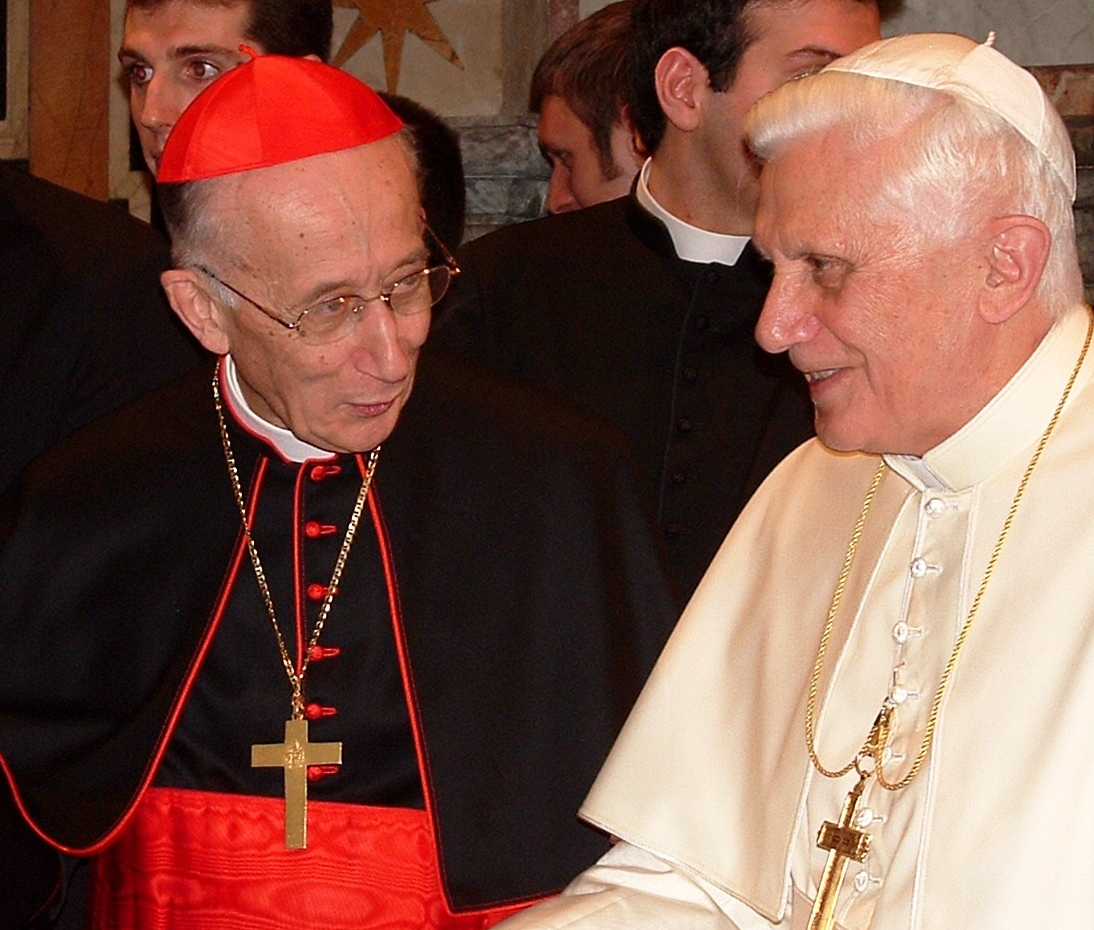
Avec le pape Benoît XVI

Nommé évêque titulaire de Nepte (de) et évêque auxiliaire de Reggio Emilia le 16 mai 1983, il est consacré le 29 juin suivant par Gilberto Baroni, évêque du diocèse. 
Il prépare la convention ecclésiale de Lorette en 1985, qui fut l'occasion d'entamer le dialogue avec la société italienne à la suite des ruptures intervenues dans les années 1970.
En 1986, il est nommé secrétaire général de la Conférence épiscopale italienne par le pape Jean-Paul II et devient consulteur pour la Congrégation des évêques en 1988. 
Il est élu président de la Conférence épiscopale italienne en 1991.
Il a également été président de l'université pontificale du Latran et de l'Institut Jean-Paul II pour l'étude sur le mariage et la famille.
Le 17 janvier 1991, il est nommé vicaire général et cardinal-vicaire de Rome. Il administre ainsi le diocèse de Rome pour le compte de l'évêque titulaire de Rome, qui est toujours le pape.
Contrairement à la tradition qui veut que le cardinal-vicaire de Rome annonce à la ville et au monde la mort du pape, c'est le cardinal Leonardo Sandri (alors substitut pour les affaires générales de la Secrétairerie d'État) qui annonce sur la place Saint-Pierre, la mort de Jean-Paul II le 2 avril 2005, et non le cardinal Ruini.
Le 27 juin 2008, Benoît XVI lui nomme un successeur en la personne du cardinal Agostino Vallini.

### Cardinal
Il est créé cardinal par Jean-Paul II lors du consistoire du 28 juin 1991 avec le titre de cardinal-prêtre de Santa Agnese fuori le mura.
En 2005, il qui participe comme électeur à l'élection du pape Benoît XVI. Il aurait soutenu la candidature de Joseph Ratzinger et aurait été lui-même papable.
Au sein de la Curie romaine, le cardinal Ruini est aussi membre de la Congrégation des évêques, du Conseil pontifical pour les laïcs, de l'Administration du patrimoine du siège apostolique et de la Préfecture pour les affaires économiques du Saint-Siège.
Il atteint les quatre-vingts ans le 19 février 2011, ce qui l'empêche de prendre part aux votes des conclaves de 2013 (élection de François) et de 2025 (élection de Léon XIV).

## Prises de position
Le cardinal Ruini est réputé pour son orthodoxie doctrinale. Il est souvent intervenu dans les médias italiens pour s'opposer aux lois qu'il jugeait contraires à l'éthique et à la morale catholiques.

## Succession apostolique
Camillo Ruini a ordonné les évêques suivants :
- Archevêque Cesare Nosiglia (1991)
- Évêque Armando Brambilla (1994)
- Évêque Luciano Monari (1995)
- Évêque Vincenzo Apicella (it) (1996)
- Archevêque Luigi Conti (it) (1996)
- Archevêque Benvenuto Italo Castellani (it) (1997)
- Archevêque Luigi Moretti (it) (1998)
- Archevêque Rino Fisichella (1998)
- Évêque Francesco Lambiasi (it) (1999)
- Archevêque Vincenzo Paglia (2000)
- Archevêque Francesco Marinelli (it) (2000)
- Archevêque Tommaso Valentinetti (it) (2000)
- Cardinal Giuseppe Betori (2001)
- Évêque Paolo Schiavon (de) (2002)
- Évêque Lorenzo Loppa (it) (2002)
- Évêque Pietro Maria Fragnelli (it) (2003)
- Évêque Ernesto Mandara (2004)
- Évêque Domenico Sigalini (it) (2005)
- Évêque Benedetto Tuzia (it) (2006)
- Archevêque Ignazio Sanna (it) (2006)
- Évêque Domenico Mogavero (it) (2007)
- Évêque Claudio Giuliodori (it) (2007)
- Évêque Romano Rossi (it) (2008)
- Évêque Mauro Parmeggiani (it) (2008)
- Évêque Antonio Staglianò (it) (2009)